# Brandebourg-Prusse
Pour les articles homonymes, voir Brandebourg (homonymie).
1618–1701
Entités précédentes :
- Marche de Brandebourg ( Saint-Empire)
- Duché de Prusse ( Royaume de Pologne)

Entités suivantes :
- Royaume de Prusse

Le Brandebourg-Prusse (en allemand : Brandenburg-Preußen), parfois aussi évoqué État de Brandebourg-Prusse, est une union personnelle conclue en 1618 par la marche de Brandebourg et la Prusse ducale, regroupant les deux États sous l'autorité du souverain de la dynastie des Hohenzollern. À la suite de la paix de Westphalie en 1648, cette union devient réelle le 18 janvier 1701 lorsque le margrave Frédéric III est couronné premier roi en Prusse à Königsberg.

## Histoire

### Politique matrimoniale
Depuis la fin du Moyen Âge, l'électorat de Brandebourg, s'étendant de l'Altmark sur la rive ouest de l'Elbe jusqu'à la Nouvelle-Marche à l'est de l'Oder, était sous la souveraineté d'une branche cadette des Hohenzollern. L'un d'eux, l'électeur Joachim III Frédéric, devint en 1605 régent du duché de Prusse, un fief du royaume de Pologne, après que son cousin Albert-Frédéric de Prusse (issu lui-même de la branche franconienne des Hohenzollern) soit atteint d'une aliénation mentale. 

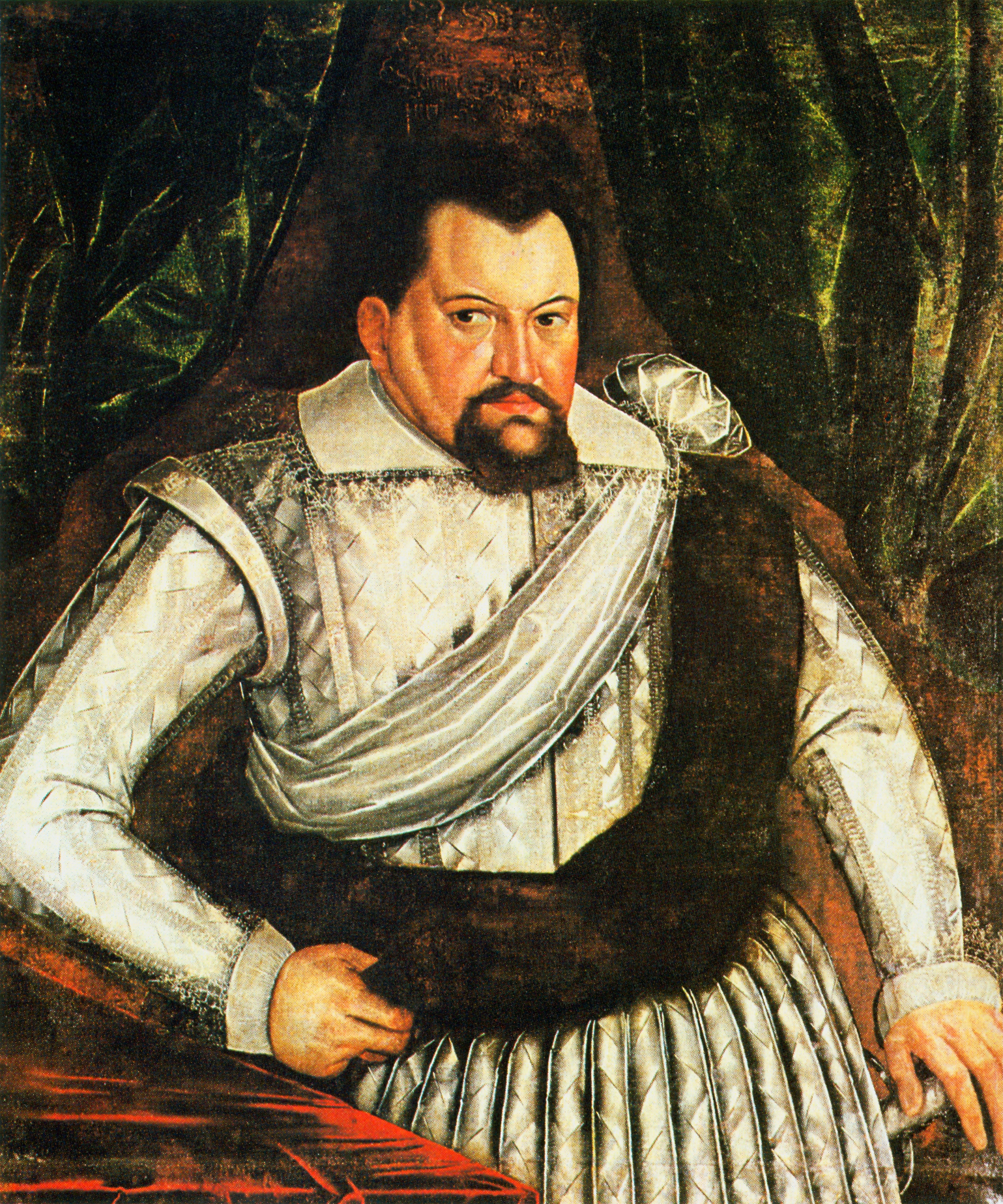
Portrait de l'électeur Jean Sigismond de Brandebourg, vers 1610.

Le fils aîné de Joachim Frédéric, le prince Jean III Sigismond de Brandebourg avait déjà, en 1594, épousé Anne de Prusse, fille d'Albert-Frédéric et de son épouse Marie-Éléonore, l'héritière du duché de Clèves sur le Rhin inférieur. La réussite de cette politique matrimoniale des Hohenzollern s'est rapidement annoncée après l'arrivée de Jean Sigismond au gouvernement de Brandebourg et la régence en Prusse, succédant à son père en 1608. 
À la mort du duc Jean-Guillaume, le dernier souverain des duchés unis de Juliers-Clèves-Berg, en 1609, la guerre de Succession de Juliers face au comte palatin Philippe-Louis de Neubourg a éclaté, laquelle prendra fin par le traité de Xanten signé le 12 novembre 1614 : l'électeur de Brandebourg reçut le duché de Clèves, ainsi que le comté de La Marck et le comté de Ravensberg en Westphalie. Pour la première fois, la maison de Brandebourg acquiert des possessions dans l'ouest de l'Empire.

### La guerre de Trente Ans
En 1618, deux événements déterminants pour l’histoire des Hohenzollern eurent lieu :
- d’une part, le beau-père de Jean Sigismond, le duc Albert Frédéric de Prusse, meurt sans héritier mâle survivant. Avec l'accord du suzerain, le roi Sigismond III de Pologne, l'électeur de Brandenbourg hérite alors du duché de Prusse créant ainsi une union personnelle entre les deux entités qui durera pendant quatre-vingt-trois années.
- d’autre part la guerre de Trente Ans se déclenche à la défenestration de Prague.

Un an plus tard, Jean Sigismond meurt et son fils Georges-Guillaume Ier hérite de l’électorat de Brandebourg et le duché de Prusse. Il s'attache à consolider le règne sur les acquisitions de son père ; néanmoins, les différentes régions éloignées ne sont pas encore un ensemble homogène.
Du fait de sa politique indécise, influencée par son conseiller catholique Adam von Schwartzenberg, les domaines de Georges-Guillaume sont décimés par la guerre : au début, il a soutenu les insurgents en Bohême ; plus tard, il a changé d'avis. Toutefois, la collaboration avec l'électeur Jean-Georges Ier de Saxe a échoué lors du sac de Magdebourg et le Brandebourg fut occupé par les troupes du roi Gustave II Adolphe. Ci-après, il sert de principal champ de bataille entre les troupes impériales et les forces suédoises. 
De plus, un début de révolte se manifeste parmi les parlements provinciaux. En 1638, Georges-Guillaume s'est vu contraint de transférer sa résidence à Königsberg en Prusse où il mourut deux ans plus tard. Son successeur recueillit un héritage lourd.

### État unitaire

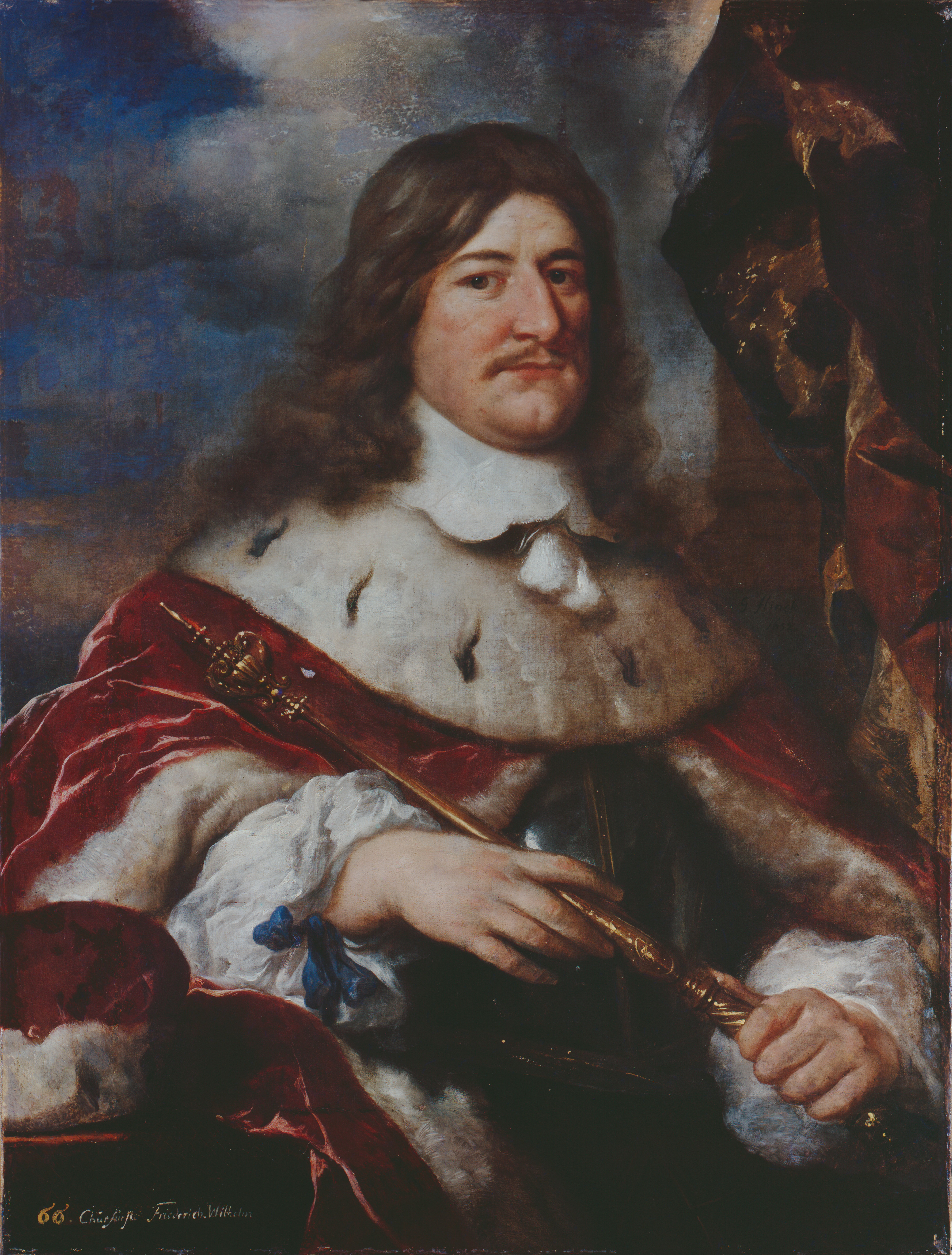
Frédéric-Guillaume de Brandebourg, portrait de Govert Flinck, vers 1652.

Le nouvel électeur Frédéric-Guillaume Ier de Brandebourg sera surnommé, privilège rare, le Grand Électeur. D’éducation protestante, il a étudié dans les Provinces-Unies, il se montre soucieux de créer un État unitaire des différents territoires et surtout d’atténuer les particularismes entre les seigneurs de ses fiefs. Il apparaît a posteriori comme le fondateur de l'État de Prusse moderne.
En octobre 1641, Frédéric-Guillaume se rend à la cour de Varsovie où le roi de Pologne Władysław IV Vasa lui accorde la Prusse ducale en fief. Le 31 octobre, il fait son entrée dans la ville de Königsberg et les citoyens réservent un accueil enthousiaste à leur souverain.
Par la paix de Westphalie conclue en 1648, la guerre de Trente Ans prend fin. Lors des traités, l'électeur obtient le droit de succession dans la principauté archiépiscopale de Magdebourg avec la résidence de Halle, ainsi que les anciens princes-évêchés de Halberstadt et de Minden (la nouvelle principauté de Minden), mais aussi la Poméranie ultérieure et l'ancien évêché de Kamień Pomorski sur la côte Baltique. Toutefois, ses territoires étaient très éloignés et entourés par des puissances fortes : l'Empire suédois au nord, le royaume de Pologne à l'est, la France à l'ouest et la monarchie de Habsbourg au sud. Brandebourg, le cœur de ses domaines, est dévasté ; Berlin, la capitale, a perdu 9 000 habitants sur les 13 000 d’avant la guerre, la population totale a diminué de moitié, dans certaines régions des deux tiers. Dans la Poméranie ultérieure, les troupes suédoises ont pris du retard pour leur retrait jusqu'au traité de Stettin en 1653.
Au vu de la situation, l'électeur Frédéric-Guillaume et son ministre Georges-Frédéric de Waldeck ont mis au point une attitude prudente entre les grands pouvoirs. Pendant la première guerre du Nord, en 1655, ils luttent contre les Suédois mais ont dû reconnaître leur suprématie dans le duché de Prusse. Peu après, ils partaient en campagne avec le roi suédois Charles X Gustave contre le roi de Pologne, Jan II Kazimierz Vasa, culminant à la bataille de Varsovie en 1656. Pour prix de son alliance, Charles X Gustave par le traité de Labiau du 20 novembre reconnaît la souveraineté de l'électeur. L'année suivante, le traité de Wehlau amena la paix avec la Pologne et Frédéric-Guillaume obtient du roi Jan Kazimierz l’affranchissement de la suzeraineté sur la Prusse ducale par le traité de Wehlau. Le duché obtient définitivement son autonomie par le traité d'Oliva signé le 3 mai 1660.  Cette souveraineté a été un facteur décisif dans le développement du royaume prussien.
Dans le domaine de la politique intérieure, le Grand Électeur unifie tous ses territoires en les soumettant à l’impôt permanent et en instaurant une armée de métier de 30 000 hommes, troisième d’Europe par sa qualité. Un collège de conseillers (Geheimer Rat) siégeant au château de Berlin sous la présidence de Frédéric-Guillaume, décide des affaires les plus importantes du pays, et édicte notamment les ordonnances et les lois. Aux alentours de 1680, son gouvernement crée une société à charte, la compagnie africaine brandebourgeoise qui fonde une petite colonie en Afrique occidentale, Gross Friedrichsburg sur la Côte de l'Or. 
Habilement, par l'édit de Potsdam en 1686, le Grand Électeur concède des terres et des avantages financiers aux immigrants, dont 20 000 protestants français qui quittent la France après la révocation de l’édit de Nantes par Louis XIV en 1685. Il accueille ce sang nouveau dont son État a bien besoin, et Berlin doit beaucoup à ces hommes. À la fin du XVIIIe siècle, le tiers des habitants de Berlin est d'origine française.

### Couronnement royal

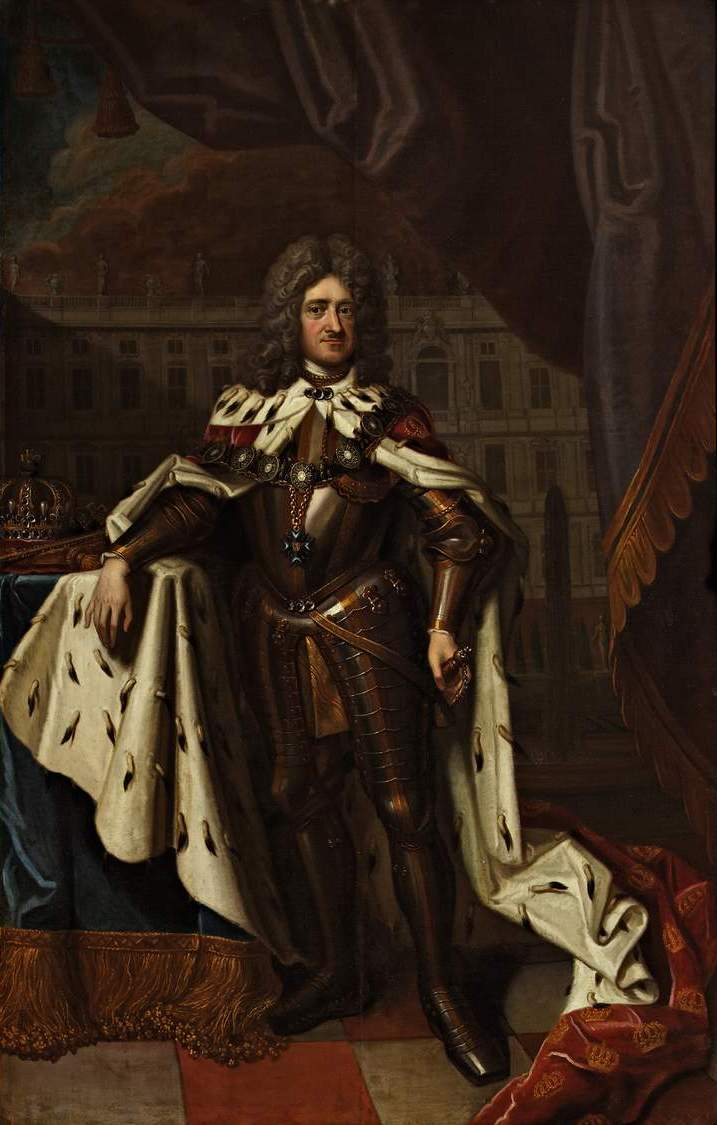
Portrait de Frédéric Ier, roi en Prusse (vers 1701).

À la mort de Frédéric-Guillaume en 1688, le Brandebourg-Prusse était devenu la deuxième puissance au sein du Saint-Empire, après les pays de la monarchie de Habsbourg. L'arrivée au pouvoir de son fils Frédéric III de Brandebourg constituera un tournant pour l'État, puisque sa seule ambition est de se faire couronner roi de Prusse afin de garantir l'indivisibilité des possessions des Hohenzollern. Tout d'abord, il réussit à désintéresser ses demi-frères et à devenir le seul héritier du trône.
D’abord réticent, l’empereur Léopold Ier est contraint d’accepter le couronnement royal de Frédéric, afin de bénéficier de l’aide militaire du Brandebourg dont il a cruellement besoin pour la guerre de Succession d'Espagne. Néanmoins, il tient à signaler que le titre de roi ne vaut que pour le duché de Prusse en dehors du Saint-Empire. En outre, la désignation de « roi en Prusse » doit souligner que la seigneurie ne couvre pas la Prusse royale qui restera liée en union réelle à la couronne de Pologne jusqu'au partage de 1772. Par le traité de la Couronne, l’empereur accorde finalement le droit si longtemps convoité : le 18 janvier 1701, l'électeur Frédéric III devient le roi Frédéric Ier et le Royaume de Prusse est né. La région de Prusse donne ainsi son nom à la nouvelle puissance européenne.

## Territoires
Sous le règne de l'électeur Frédéric III, l'État comprenait de nombreux domaines différents autour des deux grandes régions de la marche de Brandebourg et du duché de Prusse. Pays pauvre en matières premières, le Brandebourg a toujours été tributaire des importations, sauf pour un petit nombre de produits agricoles. La Prusse, par contre, a joué un rôle majeur dans le commerce et le marché, remontant aux jours de l'Ordre Teutonique ; les citoyens germaniques de la couche sociale supérieure caractérisaient l'image, notamment dans des villes comme Königsberg. Les deux pays restèrent pour longtemps isolés l'un de l'autre ; cela est encore plus vrai pour les provinces loin à l'ouest. 

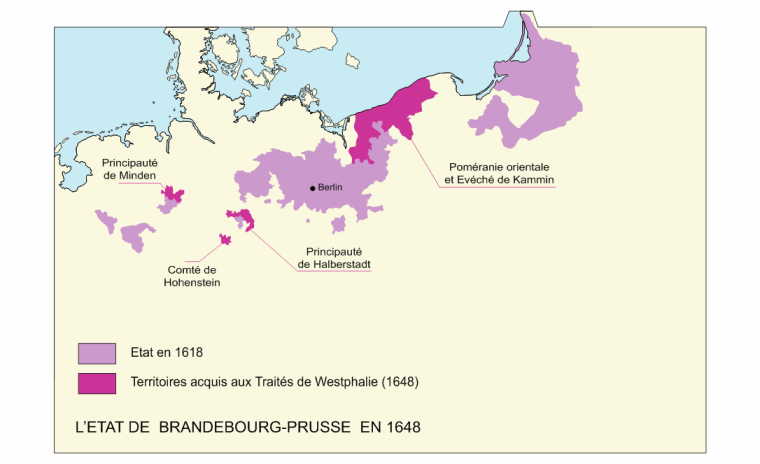
L'État de Brandebourg-Prusse après 1648.

L'union personnelle des Hohenzollern correspond aux territoires héréditaires : 
- la marche de Brandebourg (depuis 1415), capitale à Berlin
  - la Marche-Électorale (Kurmark) : l'Altmark, la Prignitz, la Marche-Moyenne (Mittelmark) et l'Uckermark ;
  - la Nouvelle-Marche ;
- le comté de la Marck (depuis 1609), capitale à Hamm ;
- le duché de Clèves (depuis 1614) ;
- le comté de Ravensberg (depuis 1614), capitale à Bielefeld ;
- le duché de Prusse (1618), capitale à Königsberg ;
- la Poméranie ultérieure (1648) ;
- la principauté de Minden (1648) ;
- la principauté d'Halberstadt (1648) ;
- le duché de Magdebourg (1680).